# Okres Chua-lien
Okres Chua-lien (čínsky 花蓮縣, tongyong pinyin Hualián siàn, tchajwansky Hoa-liân-koān) je okres na Tchaj-wanu. Jeho sousedy jsou okres I-lan, okres Nan-tchou, okres Tchaj-tung a centrálně spravovaná města Kao-siung a Tchaj-čung.
Geograficky je okres ohraničen Centrálním pohořím na západě a Tichým oceánem na východě, podél jehož pobřeží se táhnou Pobřežní hory. Mezi oběma pohořími se rozkládá Údolí Chua-tung, lépe známé pod anglickým názvem East Rift Valley. Na severu se rozprostírá Národní park Taroko a nedaleké město Chua-lien, které je nejvýznamnějším sídelním celkem okresu. V jižní části se nachází část Národního Parku Jü-šan.
27,5 % obyvatelstva okresu tvoří původní obyvatelé Tchaj-wanu, zejména z etnik Amis, Bunun, Seediq, Truku, Sakizaya a Kavalan.